# Бюхнер, Сара Дэвис
Сара Дэвис Бюхнер (англ. Sara Davis Buechner; род. 1959, Балтимор) — американская пианистка, до трансгендерного перехода в 1998 году известная как Дэвид Бюхнер (англ. David Buechner, в некоторых источниках Бучнер).
Училась в своём родном городе у Вероники Вулф Коэн, Рейнальдо Рейеса и Мечислава Мюнца, затем в Джульярдской школе у Рудольфа Фиркушного, позднее занималась также под руководством Байрона Джениса и Пауля Бадуры-Шкоды. В 1983 г. Дэвид Бюхнер был финалистом (девятое место) Конкурса имени королевы Елизаветы, в 1984 г. получил пятую премию Международного конкурса пианистов в Лидсе и золотую медаль Конкурса имени Джины Бахауэр, в 1986 г. — шестую премию Международного конкурса имени П. И. Чайковского в Москве (критика отмечала в его конкурсном выступлении «лёгкость, изящество, артистизм», хотя и в ущерб глубине проникновения в дух исполняемой музыки). С 1984 г. началась успешная сольная карьера музыканта, на пике которой он давал до 50 концертов в год, а также преподавал в Манхэттенской школе музыки.
В 1998 году Сара Дэвис Бюхнер совершила трансгендерный переход, сделав в Таиланде операцию. Это заметно осложнило её карьеру: в последовавшие пять лет ей не удавалось дать больше пяти концертов в год и пришлось устроиться учительницей в музыкальную школу городка Чаппакуа в 50 км от Нью-Йорка. С 2003 г. преподавала в Университете Британской Колумбии в Ванкувере, с 2008 г. профессор. В Канаде карьерные перспективы Бюхнер восстановились, к 2009 году она уже вновь давала до 60 концертов в год. С 2016 г. преподаёт в Университете Темпл в Филадельфии.
В 2005 году Сара Бюхнер вступила в однополый брак со своей партнёршей, которая в середине 1990-х годов работала переводчицей Дэвида Бюхнера во время гастролей в Японии.